# José María de Marco
José María de Marco Pérez (Sevilla, 23 de junio de 1963) es un deportista español que compitió en remo. Ganó seis medallas en el Campeonato Mundial de Remo entre los años 1982 y 1991.
Participó en las Olimpiadas de Barcelona en la modalidad de cuatro sin timonel, en la que terminó en el puesto 9º y en Atlanta 96 junto a Juan Carlos Sáez Bernardos en doble scull peso ligero donde obtuvo diploma olímpico al terminar en el cuarto puesto.

## Palmarés internacional
| Campeonato Mundial | Campeonato Mundial       | Campeonato Mundial | Campeonato Mundial        |
| Año                | Lugar                    | Medalla            | Prueba                    |
| ------------------ | ------------------------ | ------------------ | ------------------------- |
| 1982               | Lucerna (Suiza)          | Medalla de plata   | Cuatro sin timonel ligero |
| 1983               | Duisburgo (RFA)          | Medalla de oro     | Cuatro sin timonel ligero |
| 1984               | Montreal (Canadá)        | Medalla de oro     | Cuatro sin timonel ligero |
| 1986               | Nottingham (Reino Unido) | Medalla de bronce  | Cuatro sin timonel ligero |
| 1989               | Bled (Yugoslavia)        | Medalla de plata   | Doble scull ligero        |
| 1991               | Viena (Austria)          | Medalla de bronce  | Cuatro sin timonel ligero |